# Mary Ward (skådespelare)
Mary Ward, född 6 mars 1915 i Fremantle, Western Australia, död 19 juli 2021 i Melbourne, Victoria, var en australisk skådespelerska som var verksam i radio, på teaterscenen och inom tv och film. 
Hon studerade vid Perth Drama School i Perth, och studerade vidare i England där hon var verksam på teaterscenen. Hon återvände till Australien 1954 då hon fick en roll i serien The Vise. Hon är bland annat känd för sin roll som "Mum" (Jeanette) Brooks i den australiska serien Kvinnofängelset (Prisoner på originalspråk) under dess första säsong (1979). Hon valde att lämna serien efter säsong ett då serien blev en stor succé och skulle förlängas utöver de inledande 16 avsnitten som skådespelarna hade kontrakt för. Hon medverkade dock även i små inhopp i seriens säsong nummer två och tre.